# Отрантски проток
Отрантският проток, наричан още и само Отранто, е проток, разделящ Адриатическо от Йонийско море в Средиземно море.
Носи името си от едноименния град Отранто в Апулия, Италия. Намира се между Южна Албания и Апулия. Дължината в най-тясната му част е 75 km, а максималната дълбочина – 850 m.
Още от античността значението на пролива е стратегическо и ключово. Древен Рим след завоюване на италийските провинции насочва своята външнополитическа експанзия към Древна Македония и Древна Гърция на Балканите. За целта римските военни пътища Виа Апиа и Виа Егнация се свързват посредством протока между Бриндизи и Драч, което предоставя възможност за нахлуване и колонизиране на Балканите, а чрез тях и на Мала Азия и Леванта от римляните.
Въпреки политическите промени настъпили от античността, през средновековието протокът никога не губи стратегическото си значение. Достъпността му е от ключово значение за морското господство на Венецианската република, търговията на Дубровнишката република, както и на останалите градове държави, разположени по адриатическото крайбрежие.
През късното средновековие част от участниците в първите кръстоносни походи преминават през протока. През 14 век в пролива се подвизават известните братя пирати от български произход Марин и Хайко, родом от Епир.
По време на Първата световна война, военноморските сили на Антантата успяват да установят контрол над пролива с което блокират действията в Средиземно море на Австро-унгарския флот, командван от адмирал Хорти.
По време на комунистическия режим в Албания, както и след настъпилите демократични промени в страната през 90-те години на XX век, не са редки случаите, когато албанци на импровизирани морски съдове преминават протока и се установяват като нелегални имигранти в Южна Италия, където броят им не е малък.